# ARKO San Mateo
ARKO San Mateo är en ort i Mexiko.   Den ligger i kommunen Morelia och delstaten Michoacán de Ocampo, i den södra delen av landet, 220 km väster om huvudstaden Mexico City. ARKO San Mateo ligger 1 892 meter över havet och antalet invånare är 442.
Terrängen runt ARKO San Mateo är kuperad åt sydväst, men åt nordost är den platt. ARKO San Mateo ligger nere i en dal. Runt ARKO San Mateo är det tätbefolkat, med 493 invånare per kvadratkilometer. Närmaste större samhälle är Morelia, 7,1 km öster om ARKO San Mateo. Runt ARKO San Mateo är det i huvudsak tätbebyggt.